# RTL Musicworld
RTL Musicworld is een Nederlands muziekprogramma op RTL 5 gepresenteerd door Evelyn Struik. Het programma moet een vervolg worden van Top of the Pops.
In dit muziekprogramma worden elke week een top 50 van bestverkochte singles getoond door middel van optredens van bekende nationale en internationale sterren.